# Данковцев, Александр Георгиевич
Александр Георгиевич Данковцев (16 февраля 1913, п. Сокольск, Сокольская волость, Липецкий уезд, Тамбовская губерния, Российская империя — 13 октября 1971, Абакан, Хакасская АО, РСФСР, СССР) — советский общественный, государственный и партийный деятель. Первый секретарь Хакасского обкома КПСС (1961—1971). Депутат Верховного Совета СССР VI—VIII созывов.

## Биография
Родился 16 февраля 1913 в поселке Сокольск Сокольской волости Липецкого уезда Тамбовской губернии Российской империи (ныне часть города Липецка Липецкой области Российской Федерации), в крестьянской семье. После школы трудился токарем в Тамбове, затем учился в Воронежском сельскохозяйственном институте. После окончания в 1936 году был направлен в Красноярский край, где до 1939 года работал агрономом Абаканской машинно-тракторной станции.
В 1939 году вступил в ВКП(б). В том же году был назначен начальником отдела, затем главным агрономом краевого управления сельского хозяйства. В 1940—1945 годах избирался первым секретарем Березовского райкома партии. С 1945 года занимал ответственные должности в Каратузском райсовете, исполкоме Хакасского облсовета, Красноярском крайисполкоме.
С 1961 года по 13 октября 1971 года работал первым секретарем Хакасского обкома КПСС.
Избирался депутатом Верховного Совета СССР.
Награждён орденом Октябрьской Революции, (1971), тремя орденами «Трудового Красного Знамени» (1942, 1957, 1966), орденом «Знак Почёта» (1963), медалями, Золотой медалью ВДНХ СССР.
Умер 13 октября 1971 года в Абакане от болезни.